# Unweaving the Rainbow
Unweaving the Rainbow: Science, Delusion and the Appetite for Wonder är en bok av Richard Dawkins, utgiven 1998. I boken diskuterar Dawkins förhållandet mellan vetenskap och konst utifrån en vetenskapsmans perspektiv.
I boken tar Dawkins tar upp missuppfattningen att vetenskap och konst är på kollisionskurs med varandra. Driven av responsen på hans böcker Den själviska genen och Den blinde urmakaren, där läsarna harmades över hans naturalistiska världsbild därför att de tyckte att den berövade livet på mening, kände Dawkins ett behov av att förklara att han, som en vetenskapsman, ser världen som full av underverk och en källa till glädje. Denna förundran och glädje kommer inte ur tron på att skapelsen är ett gudomliga verk, utan snarare just från att han ser skapelsen och livet som ett resultat av de förståeliga naturlagarna.